# Vida de Henry Brulard

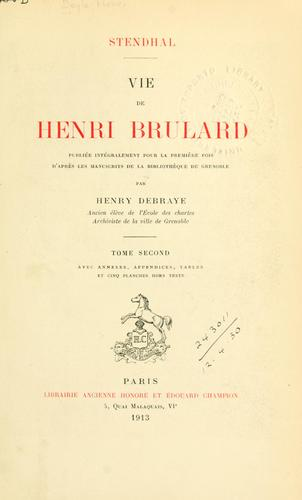
Portada de la primera edición de la novela.

Vida de Henry Brulard es la autobiografía novelada del gran maestro de
la novela realista del siglo XIX, Henri Beyle, más conocido como Stendhal.
En este libro tan franco y agudo, que no se publicó hasta más de un
siglo después de su escritura, el autor de La cartuja de Parma y Rojo y negro descubre su infancia en una ciudad de provincias, su vida
familiar y las raíces de su temperamento, además de escribir algunas
de sus observaciones más lúcidas sobre la vida, el arte y la
literatura, el pensamiento y el amor.
Hay una frase que resume la esencia de Stendhal y, en concreto, de
Vida de Henry Brulard: «el amor es un perfecto egoísmo compartido.»
- Datos: Q3557868
- Multimedia: Vie de Henri Brulard / Q3557868